# Charpente de Notre-Dame de Paris
Pour la forêt domaniale de l’Est francilien, voir Forêt de Notre-Dame.
La charpente de Notre-Dame de Paris est l'une des charpentes successives ayant soutenu le toit de la cathédrale Notre-Dame de Paris. Celle qui est construite au XIIIe siècle et détruite par un incendie le 15 avril 2019 est communément appelée « la Forêt ».
Elle est reconstruite à l'identique entre 2019 et 2025.

## Historique

### Première charpente
En 1196, à la mort de Maurice de Sully qui fit bâtir la cathédrale, le chœur est recouvert d'une charpente faite de bois d'arbres abattus dans les années 1160 ou 1170. Dans son testament, le prélat laisse la somme de cinq mille deniers pour terminer le toit.

### Deuxième charpente

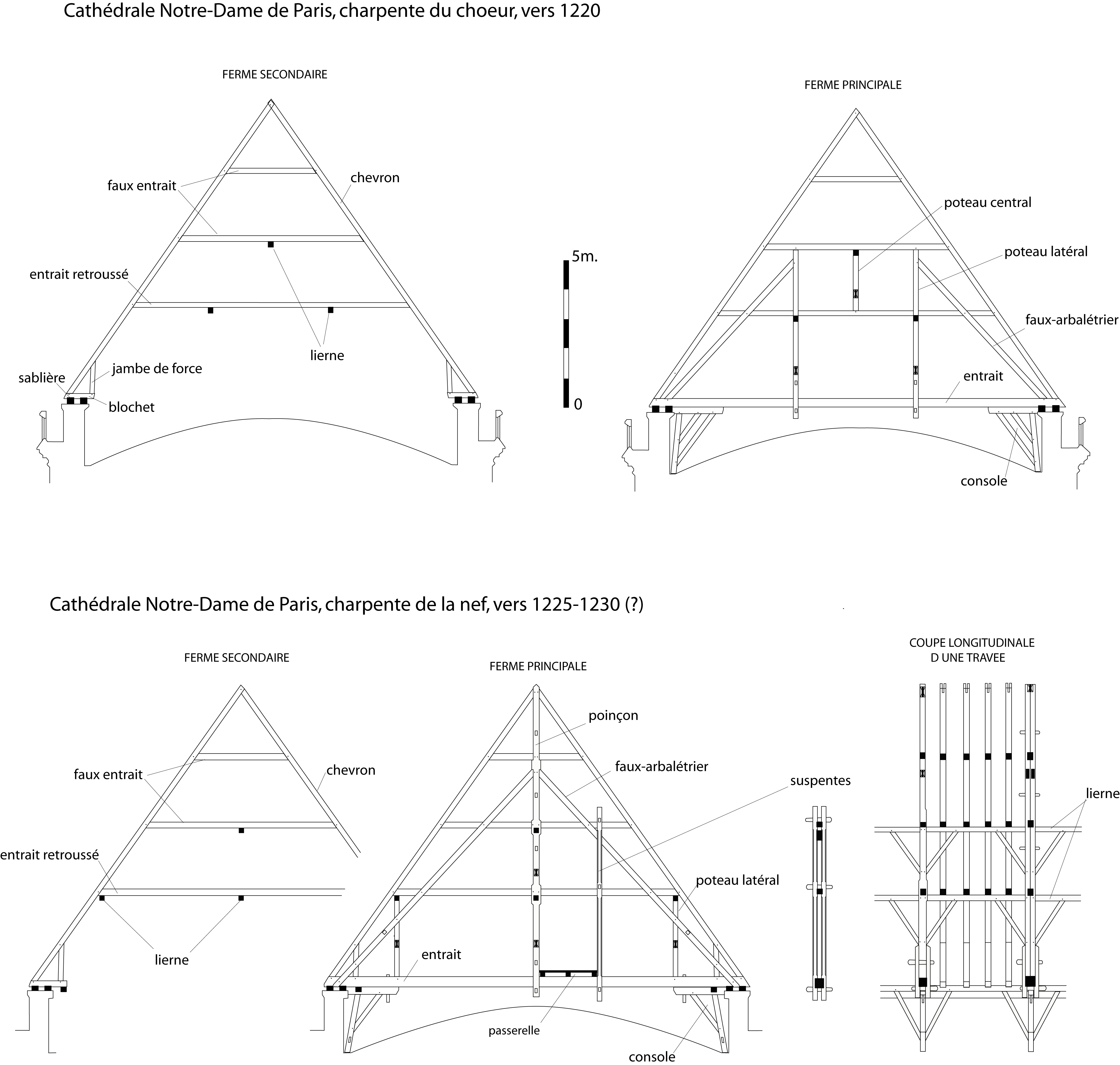
Charpentes du XIIIe siècle de la cathédrale Notre-Dame de Paris

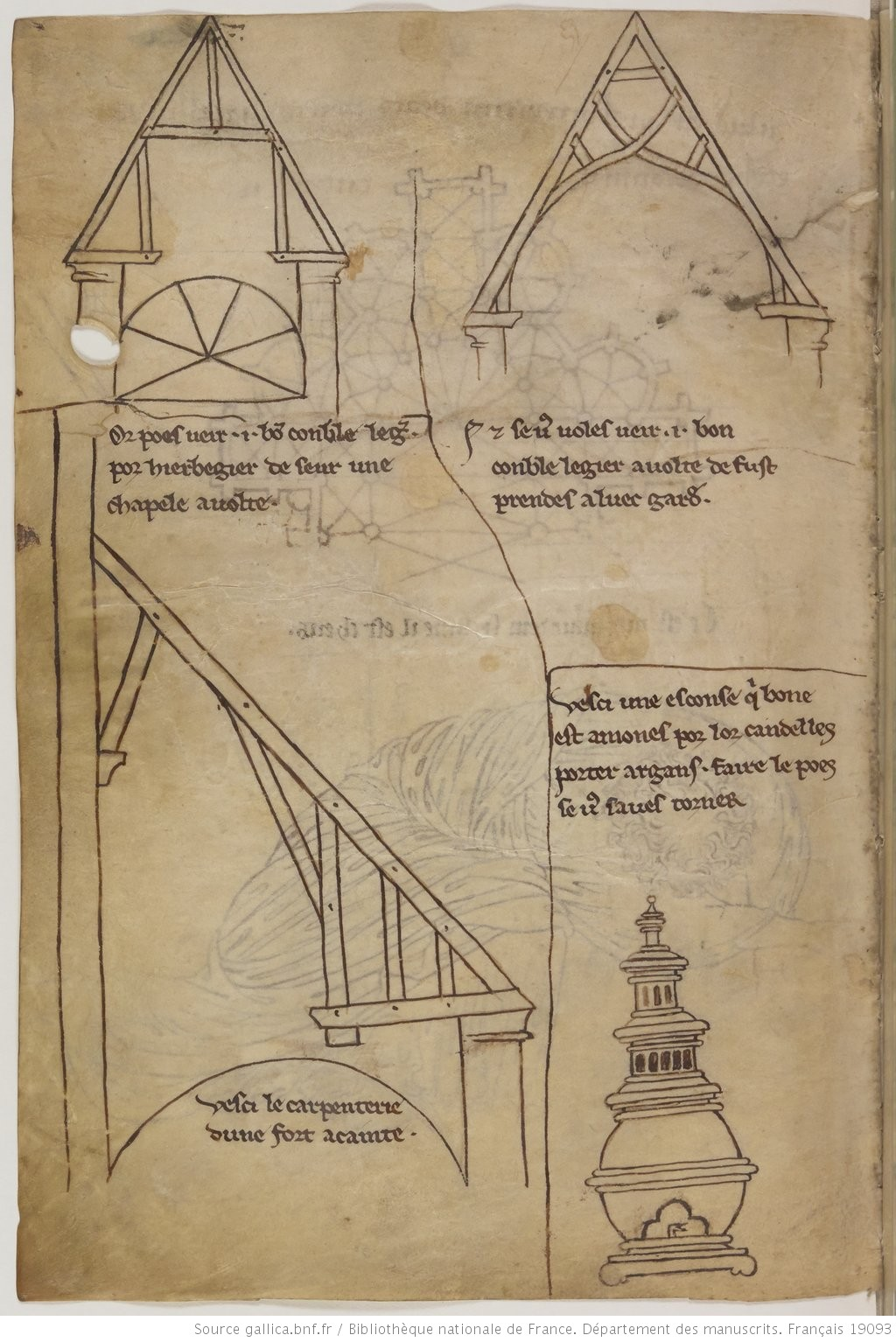
Carnet de Villard de Honnecourt (XIIIe siècle) : modèles de charpente médiévale.

Entre 1220 et 1240, une nouvelle charpente en chêne est posée. En raison du très grand nombre de poutres, celle-ci est familièrement appelée « la Forêt ».
Selon Frédéric Épaud, chercheur au CNRS et spécialiste des charpentes gothiques, ayant étudié la « forêt » de Notre-Dame de Paris, la construction de la charpente nécessite environ 1 000 chênes, ce qui représentait au Moyen-Âge trois hectares de haute futaie à densité de peuplement maximale. Épaud insiste sur le fait que les bois de charpente du Moyen-Âge, bois de brin, étaient équarris et placés verts ; le séchage des bois, du moins pour les travaux de charpenterie, est une pratique bien plus tardive,. Pour Andrée Corvol, directrice de recherche au CNRS et membre de l’Académie d’agriculture, la quantité de bois nécessaire pour la charpente est de 3 000 à 5 000 m3, soit environ 2 000 chênes, suivant leurs dimensions. Au moment de son édification, les gros troncs se faisant rares étant donné les défrichements effectués à l’époque, les charpentiers utilisent des bois à section plus réduite et donc plus légers, ce qui permet l’élévation des charpentes et l’accentuation de leur pente. Dans le chœur construit en premier, la première charpente est démolie, pour procéder au rehaussement du mur gouttereau de 2,70 mètres, afin de le porter au même niveau que celui de la nef. Les fenêtres hautes sont également agrandies. Cependant, certaines poutres de la première charpente sont réutilisées dans la seconde.
Le toit est recouvert de 1 326 tuiles de plomb de 5 millimètres d’épaisseur. Chacune de ces tuiles a dix pieds-de-roi de long sur trois de large (1 pied-de-roi =32,484 cm et une toise = 6 pieds-de-roi), soit un format métrique 3,248 × 0,975 m ; avec 5 mm d'épaisseur, le volume d'une tuile est 15,83 dm3 et son poids (densité du plomb = 11,35) ~180 kg. Le poids total en est évalué à 210 tonnes, peut-être du fait des coupes dans les noues du transept et les arêtes sur l'abside, car 1 326 tuiles entières de ce format pèsent environ 238 tonnes.

### Grande flèche

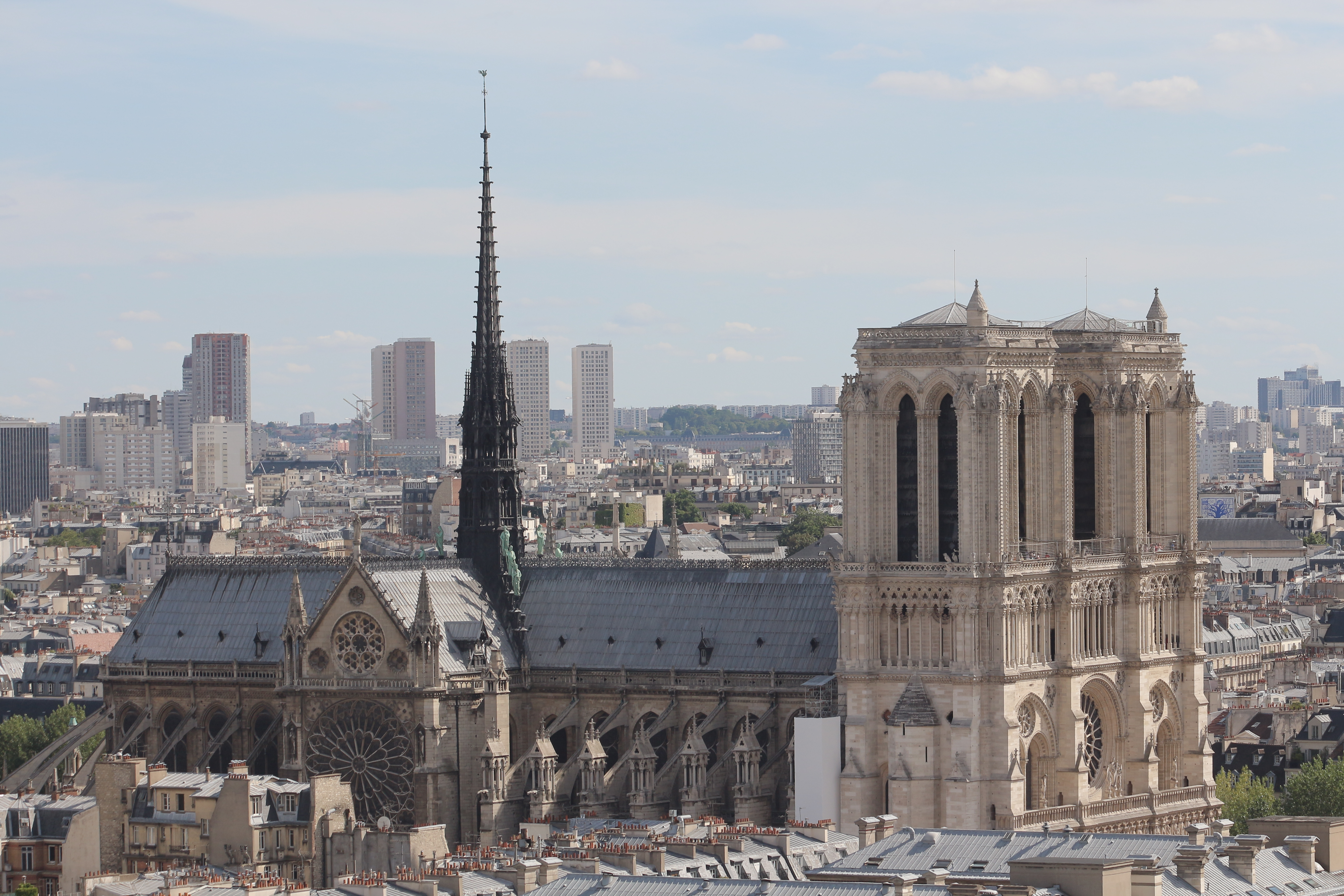
La cathédrale en 2013.

Une première flèche est édifiée au-dessus de la croisée du transept au XIIIe siècle, à une date inconnue. Eugène Viollet-le-Duc a écrit dans un article sur la flèche de Notre-Dame de Paris de 1860, à partir de la décoration de la partie subsistante de la souche de la flèche qui se trouve encore sous le toit en 1858, il estime qu'elle date du début du XIIIe siècle. Dany Sandron pense que la flèche a été réalisée au moment de la reconstruction des façades du transept, vers 1250. L'analyse dendrochronologique de bois pouvant provenir de la souche de la flèche médiévale donne une date plus tardive pour la mise en œuvre : les années 1290. 
Ornement d'importance, cette flèche exerce aussi la fonction d'un clocher doté, au début du XVIIe siècle, de « six petites cloches, non comprise la cloche de bois ». Elle s'élève à 78 mètres au dessus du sol de l'église. Elle repose sur un système de charpentes « fort ingénieux et bien conçu », selon les constatations faites en examinant la souche subsistant à son emplacement, juste avant la reconstruction du XIXe siècle : toutes les pressions reposent sur les quatre piliers du transept.  
En mars 1606, à cause du vent et du pourrissement de la charpente, la grande croix qui la surmontait tombe avec les reliques placées dans la pointe de la flèche. Cependant, la flèche commence à s'affaisser sous l'action du vent dès le milieu du XVIIIe siècle.

### Rénovation de 1726
En 1726, la charpente et la toiture, qui prend l'eau, sont rénovées par le cardinal de Noailles, archevêque de Paris, qui change tous les plombs — d'un poids de 220 224 livres en modifiant l'architecture de la cathédrale au niveau des pignons, roses et clochetons du côté Sud, et remplaçant les gargouilles par des tuyaux de plomb —.
Viollet-le-Duc écrit que la flèche médiévale existe encore en 1789 et qu'elle n'est plus représentée à partir de 1797. Il attribue le démontage de la flèche pour des raisons de sécurité à l'architecte Étienne-Hippolyte Godde qui a été chargé de l'entretien de la cathédrale Notre-Dame jusqu'en 1842. Dans son ouvrage sur l'histoire de la cathédrale, Dubu précise que le démontage de la flèche est décidé par le gouvernement révolutionnaire en 1793 pour récupérer les plaques de plomb.

### Reprise par Viollet-le-Duc
Dès 1843, les architectes Lassus, puis Viollet-le-Duc reprennent la toiture, qui n'avait plus été entretenue depuis Louis XVI : d'une part, ils consolident et restructurent la charpente en bois de chêne avec le charpentier Auguste Bellu (1796-1862) et, d’autre part, ils renouvellent complètement les techniques des toitures en plomb, en utilisant des tasseaux à chanfreins très inclinés portant les plaques de plomb maintenues par des agrafes sur un plancher de sapin, dit aussi voligeage, porté par la charpente, pour permettre une meilleure étanchéité ils font souder les plombs à la chaleur. Les nouvelles plaques de plomb font  2,82 mm d'épaisseur pour un poids de 30 à 32 kg/m2 (au lieu de ~57 kg/m2 en épaisseur 5 mm).  
Un ouvrage de 1854 écrit par un certain Dubu signale que l'ancienne charpente est intégralement en bois de châtaignier et mesure 115 mètres de long par 12 mètres de large et pour 9 mètres de hauteur. Le transept mesure quant à lui 49 mètres. La toiture est recouverte de 1 326 tables de plomb de 5 mm d'épaisseur, de 0,975 m de haut sur 3,248 m de long (voulant dire « 0,975 m de large sur 3,248 m de haut » car les tuiles sont verticales). Chaque feuille de plomb pèse 120 kg (valeur sujette à caution, car le calcul refait avec les dimensions et la densité du plomb donne environ 180 kg). Le poids total est de 210 tonnes.
En 1859, la partie au-dessus de la croisée du transept est refaite par Viollet-le-Duc, afin d'y ajouter une nouvelle flèche, la précédente ayant été démontée plusieurs décennies auparavant. La nouvelle charpente est alors réalisée par les charpentiers Bellu et Daunay avec des chênes de Champagne.
Refaites pendant huit cents ans, inaccessibles pour les visiteurs, la toiture et sa charpente présentaient des dimensions impressionnantes : plus de 100  m de longueur, 13  m de largeur dans la nef, 40  m dans le transept et 10 m de hauteur.
La seule étude en dendrochronologie de la charpente démontre que les chênes utilisés avaient entre 100 et 120 ans d'âge, que 49 échantillons de bois s'échelonnent entre 1156 pour les plus anciens et le XVIIIe siècle, à l'exception de la flèche de Viollet-le-Duc, des réajustements avaient été faits au XIIe siècle, XIVe siècle et XVIIIe siècle.
La charpente est détruite dans l'incendie du 15 avril 2019.

### Troisième charpente

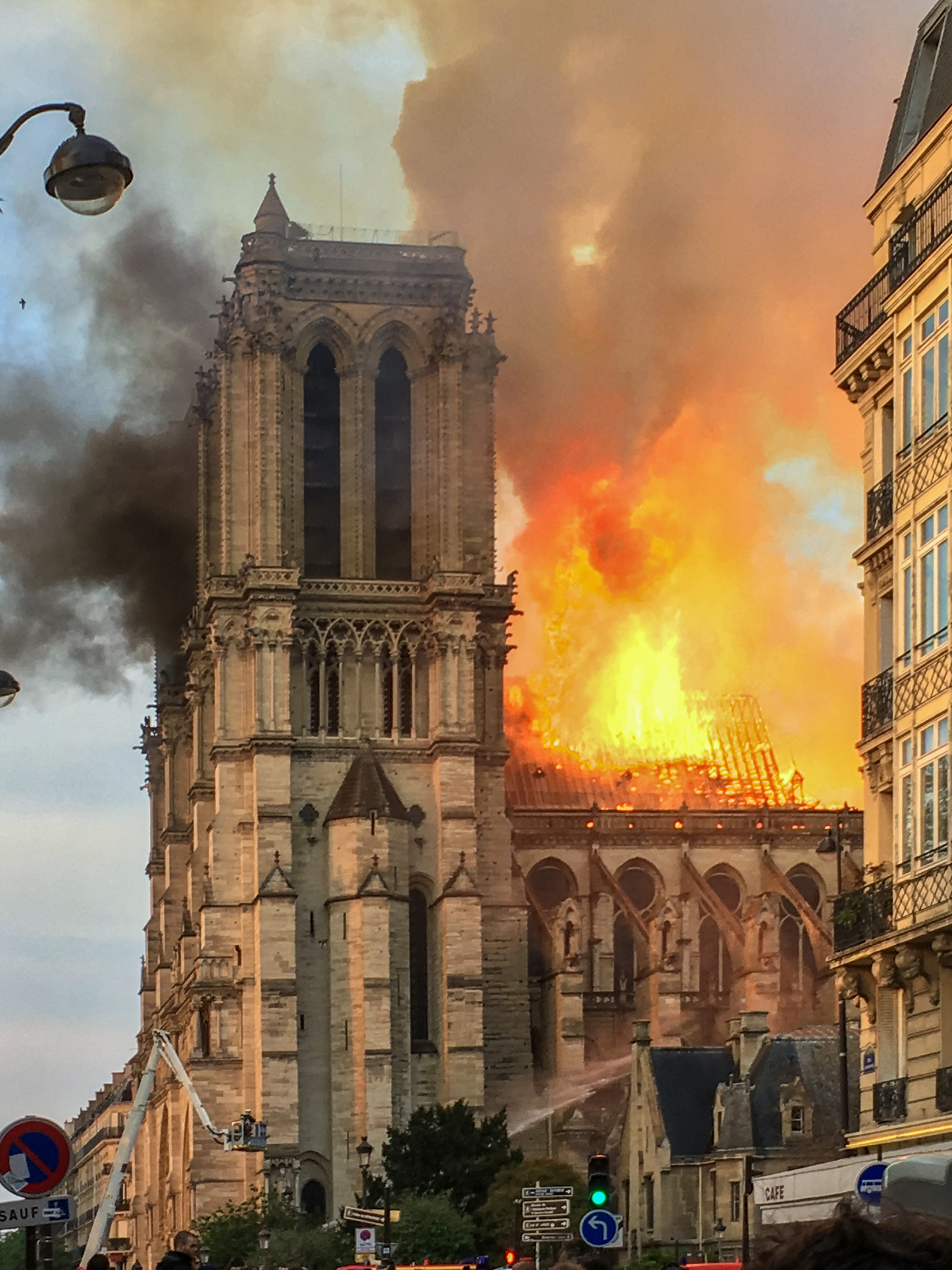
La charpente en feu en 2019.

Le soir même de l'incendie, le président Emmanuel Macron annonce la reconstruction de la cathédrale. Le lendemain, dans une allocution télévisée le chef de l'État indique souhaiter qu'elle soit reconstruite « en cinq ans ». Ce délai correspond à la tenue des Jeux olympiques de Paris 2024.
La durée et la faisabilité des travaux de reconstruction de la toiture varie en fonction des techniques et matériaux utilisés (reconstruction de la charpente à l'identique en bois de chêne ou construction en béton et acier). D'après Sylvain Charlois, dirigeant du groupe Charlois, premier producteur français de bois de chêne, la constitution d'un stock de grumes de chêne nécessaire pour refaire la charpente nécessiterait plusieurs années. Bertrand de Feydeau, vice-président de la Fondation du patrimoine, partage cette opinion : selon lui, la charpente « n’est pas reconstituable » dans son état d’origine. « Nous n’avons plus sur notre territoire d’arbres d’une taille telle que ceux qui ont été coupés au XIIIe siècle et qui constituaient ce qu’on appelle la forêt primaire, affirme-t-il. Il va falloir mettre en œuvre des technologies nouvelles qui laisseront à l’extérieur l’aspect de la cathédrale telle que nous l’aimons mais qui ne permettront pas cette visite mystérieuse à la grande forêt de la cathédrale. ». Pour Jean-Étienne Rime, président de la fondation Fransylva, qui assure la promotion des forêts privées de France, il faudrait « des chênes anciens, plantés au XIXe siècle », de 150 à 200 ans et de 2 à 2,50 mètres de diamètre. Pour lui, « la quantité ne sera pas colossale et nous avons largement ce qu’il faut ». Le groupe d'assurance Groupama, troisième propriétaire forestier institutionnel français par l'intermédiaire de l'une de ses filiales, avec 22 000 hectares, annonce le 16 avril 2019 offrir les 1 300 chênes centenaires prélevés sur le massif forestier de Conches dans l'Eure, nécessaires à la reconstruction de la charpente détruite.
L'architecte Jean-Michel Wilmotte propose une structure métallique pour la charpente et une couverture en titane donnant un aspect identique au plomb qui était utilisé jusque-là, mais dont le poids serait trois fois plus léger que la structure précédente,.
Frédéric Épaud estime qu'elle nécessite un millier de chênes, d'une soixantaine d'années d'âge moyen, dont l’approvisionnement ne sera pas un problème. C'est moitié moins que pour le navire l'Hermione, lancé en 2014. Cet avis corrobore celui de Bernard Thibault, directeur de recherche au CNRS.

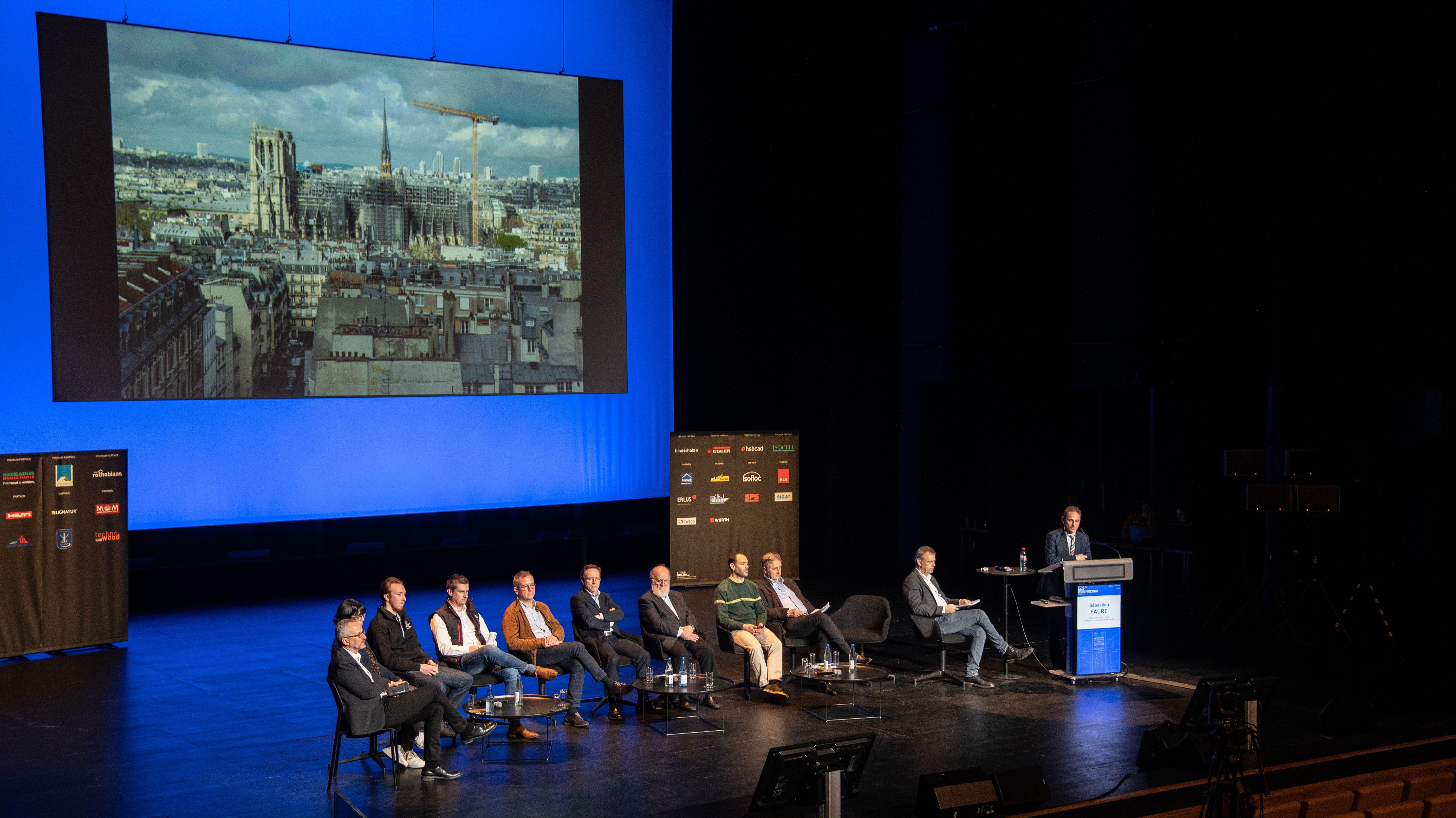
Présentation à Nancy de la charpente au Forum International Bois Construction 2024

La sélection de chênes pour la reconstruction de la charpente débute en février 2021 et se fait dans le même cadre que pour la reconstruction de la flèche. L'entreprise CBS-Lifteam intervient avec le Sylvatest pour classer les sections de chênes en scierie,. Des étudiants de l'École supérieure d'architecture de Nancy et de l'École nationale supérieures des technologies et des industries du bois travaillent sur les six scénarios de restauration de la charpente en bois de Notre-Dame de Paris avec l’association « Restaurons Notre-Dame », qui œuvre en faveur d’une restauration de la charpente en bois, dans le respect des chartes et convention en matière de conservation du patrimoine,.
La reconstruction permet de retrouver des métiers et des pratiques oubliés dans le secteur du bâtiment.           